# Tioltiur, Cluj
Tioltiur (în maghiară Tötör) este un sat în comuna Cornești din județul Cluj, Transilvania, România.

## Istoric
Satul este menționat pentru prima dată într-un document din 1317, cu numele Thotheur.
În secolul al XVII-lea, s-a aflat în posesiunea lui László Cseffei (1592-1660), autorul unor ghiduri de călătorie prin Europa.

## Lăcașuri de cult
- Biserica de lemn (monument istoric)
- În anul  1964, Consiliul Parohial a solicitat Consistoriului Eparhial, aprobare pentru cumpărarea bisericii reformate, dezafectate și a terenului din jurul ei. La solicitarea Consistoriului, în 27 februarie 1965, Departamentul Cultelor a avizat favorabil  cererea. În anii următori biserica a fost reparată și adaptată cultului ortodox, cu hramul Sfinții Arhangheli Mihail și Gavriil (în prezent Sfântul Prooroc Ilie). În 1968-1969 a fost pictată de Popa Alexandru-Artemie, monah la mănăstirea Nicula și  sfințită în 10 august 1969 de Arhiepiscopul Teofil Herineanu.

## Imagini

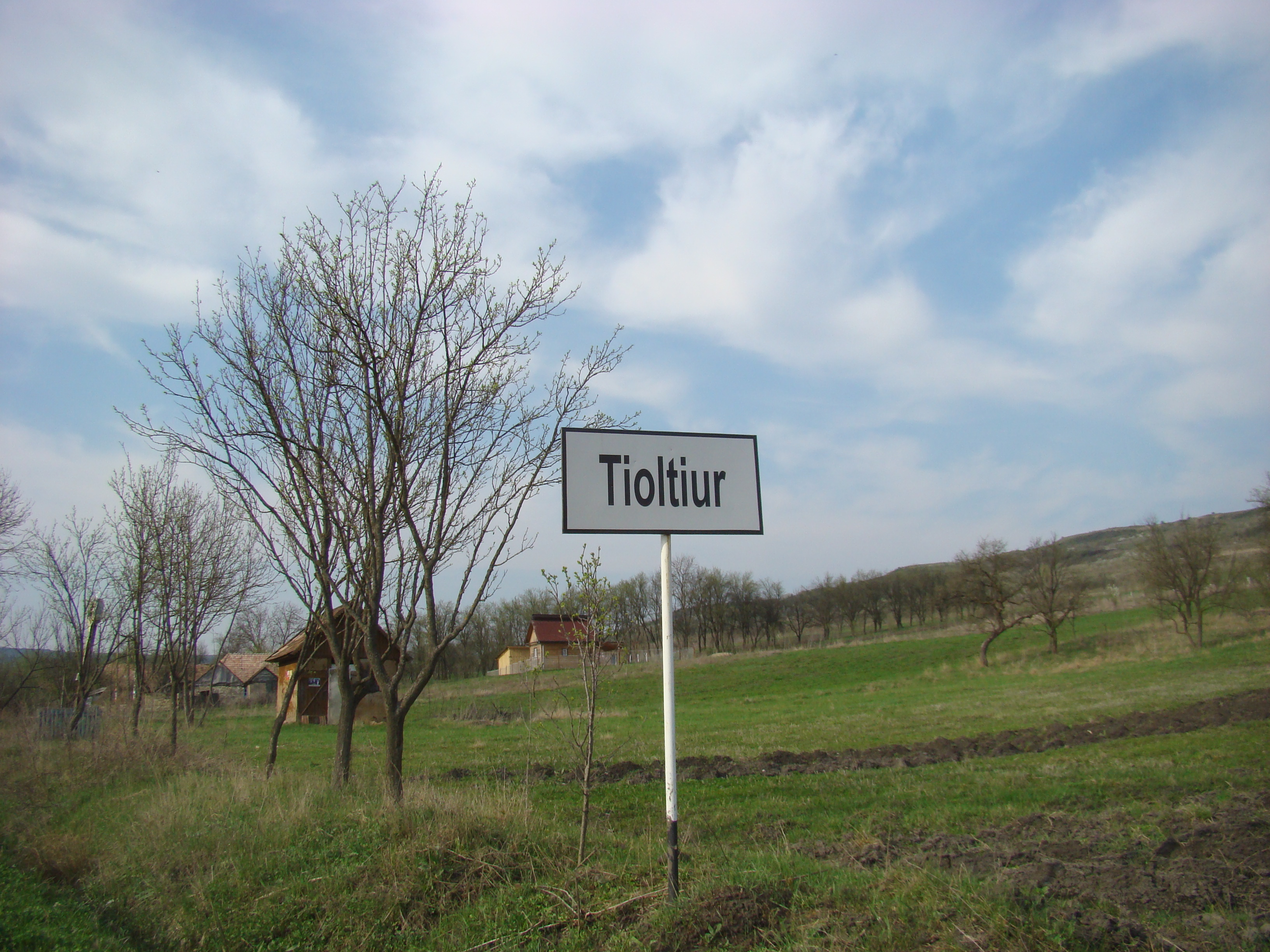
Intrarea în localitate
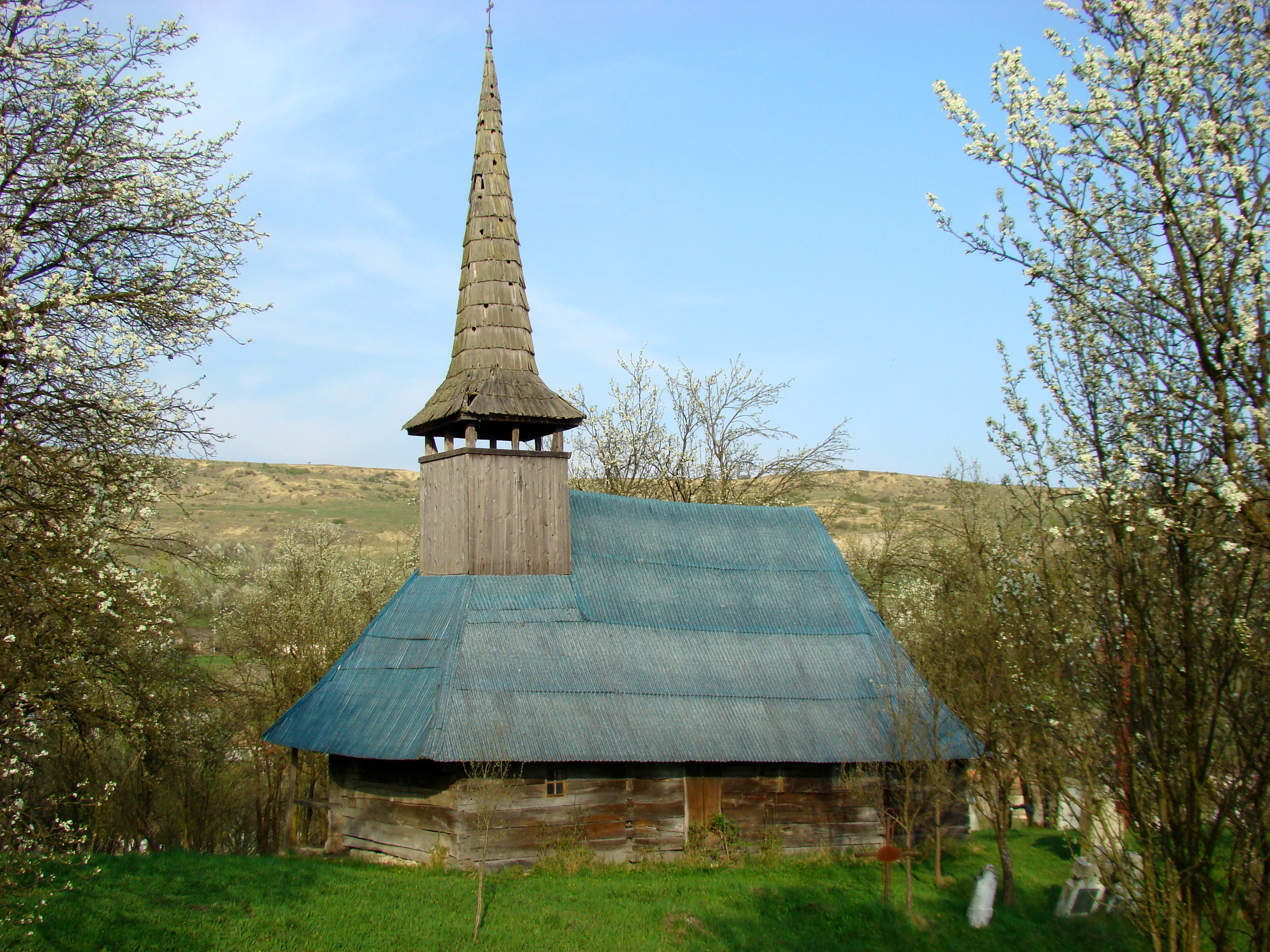
Biserica de lemn (monument istoric)
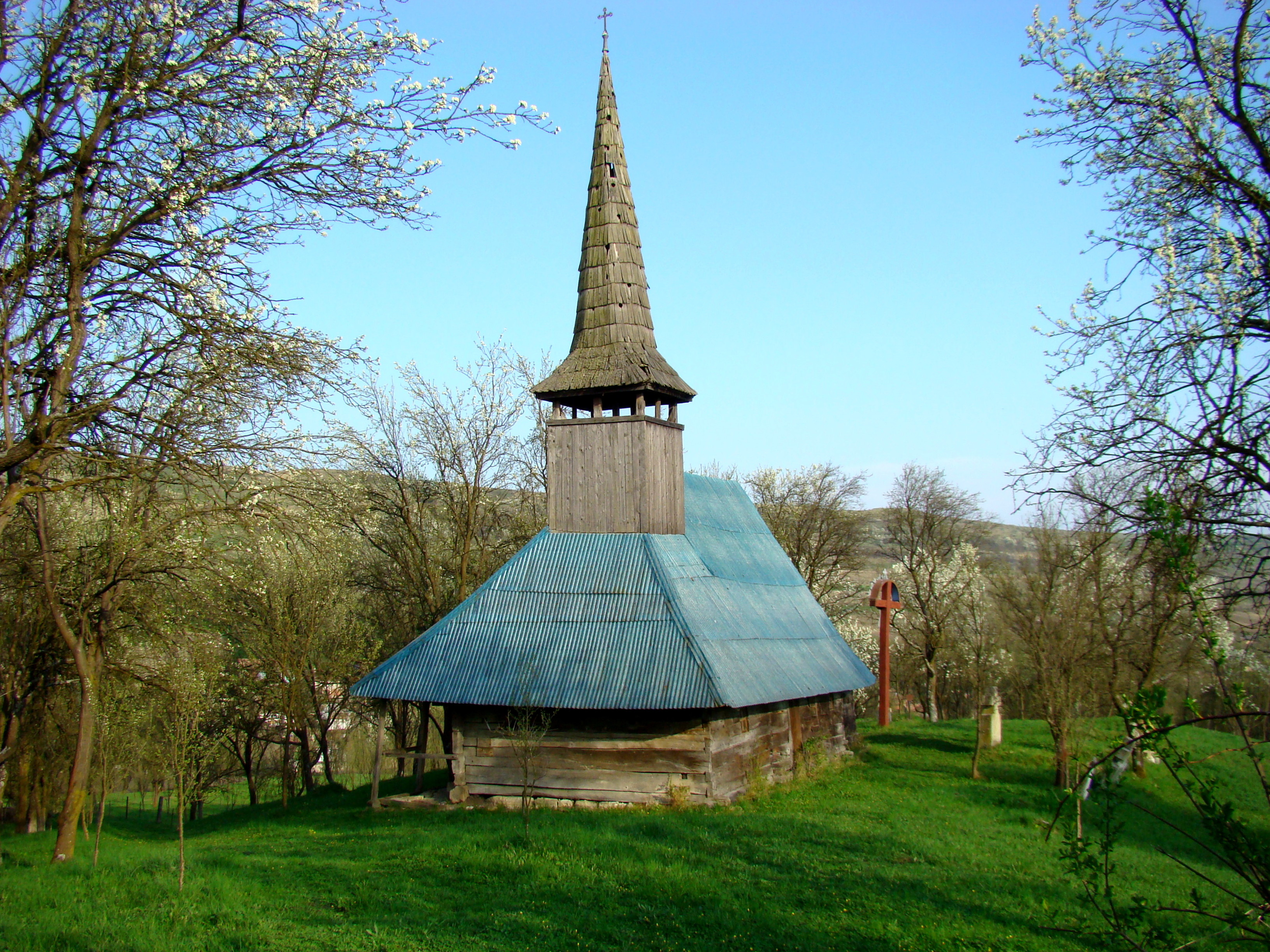
Biserica de lemn (monument istoric)
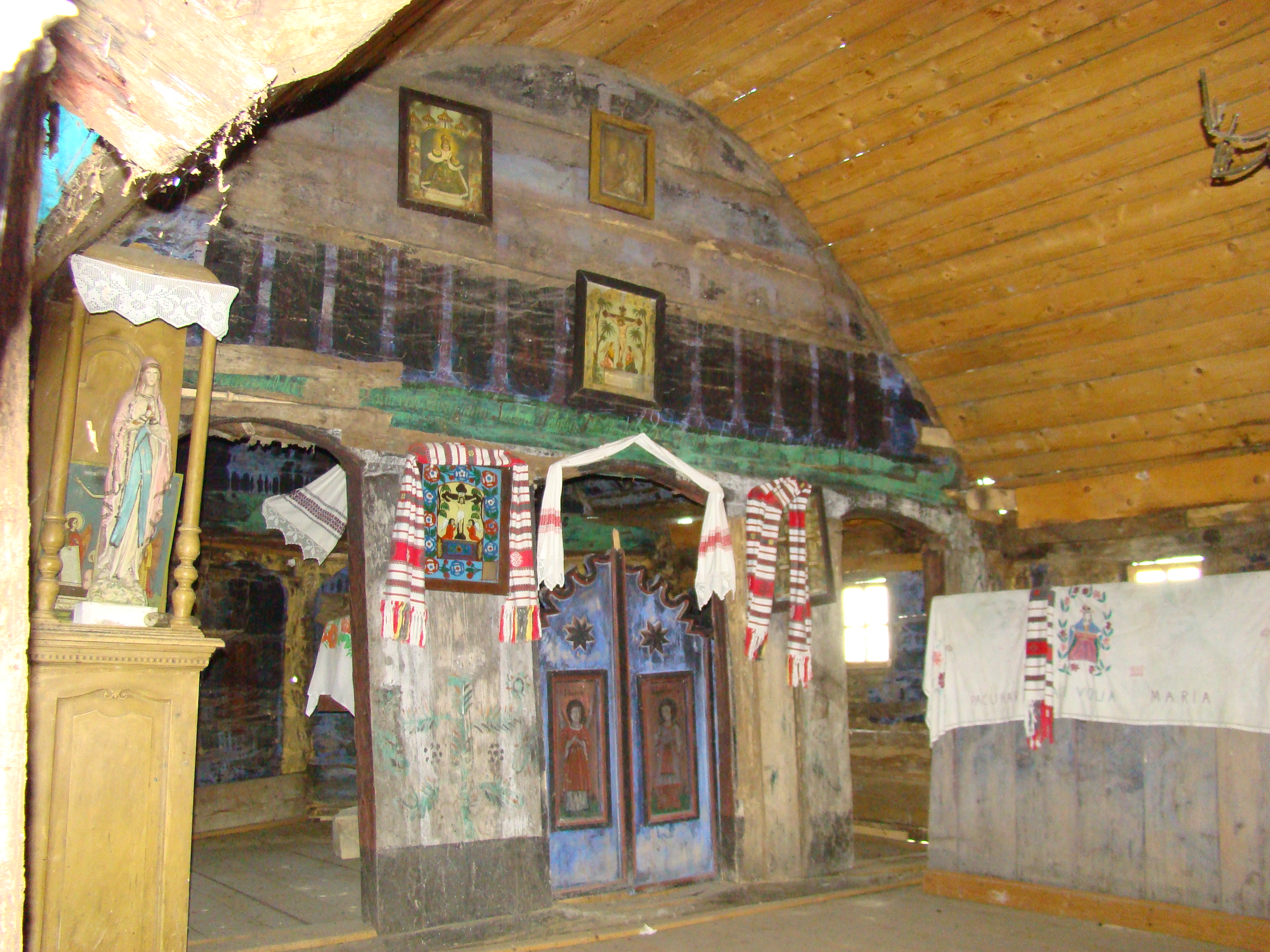
Biserica de lemn (interior)
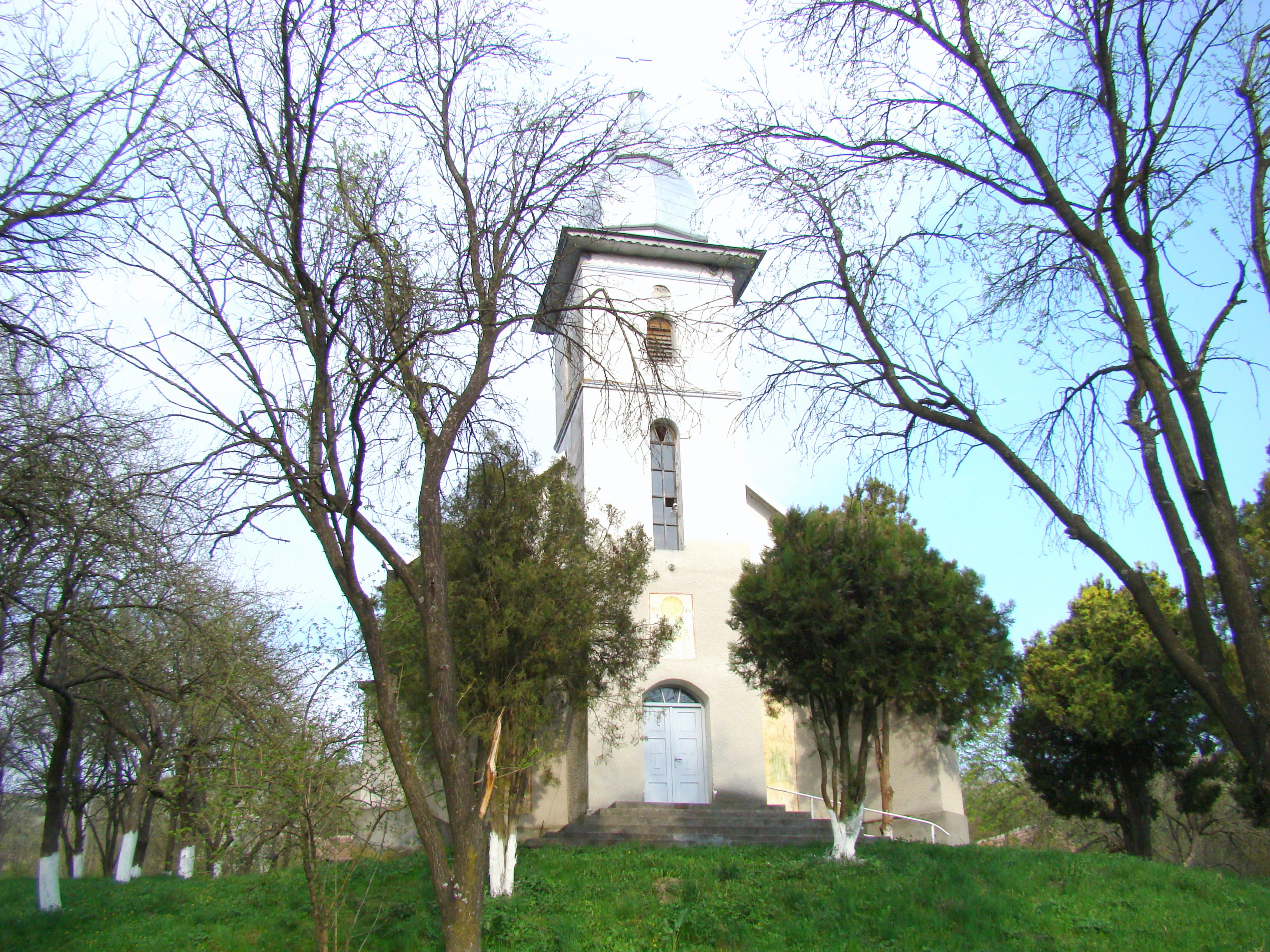
Biserica ortodoxă ((monument istoric), fosta biserică reformată
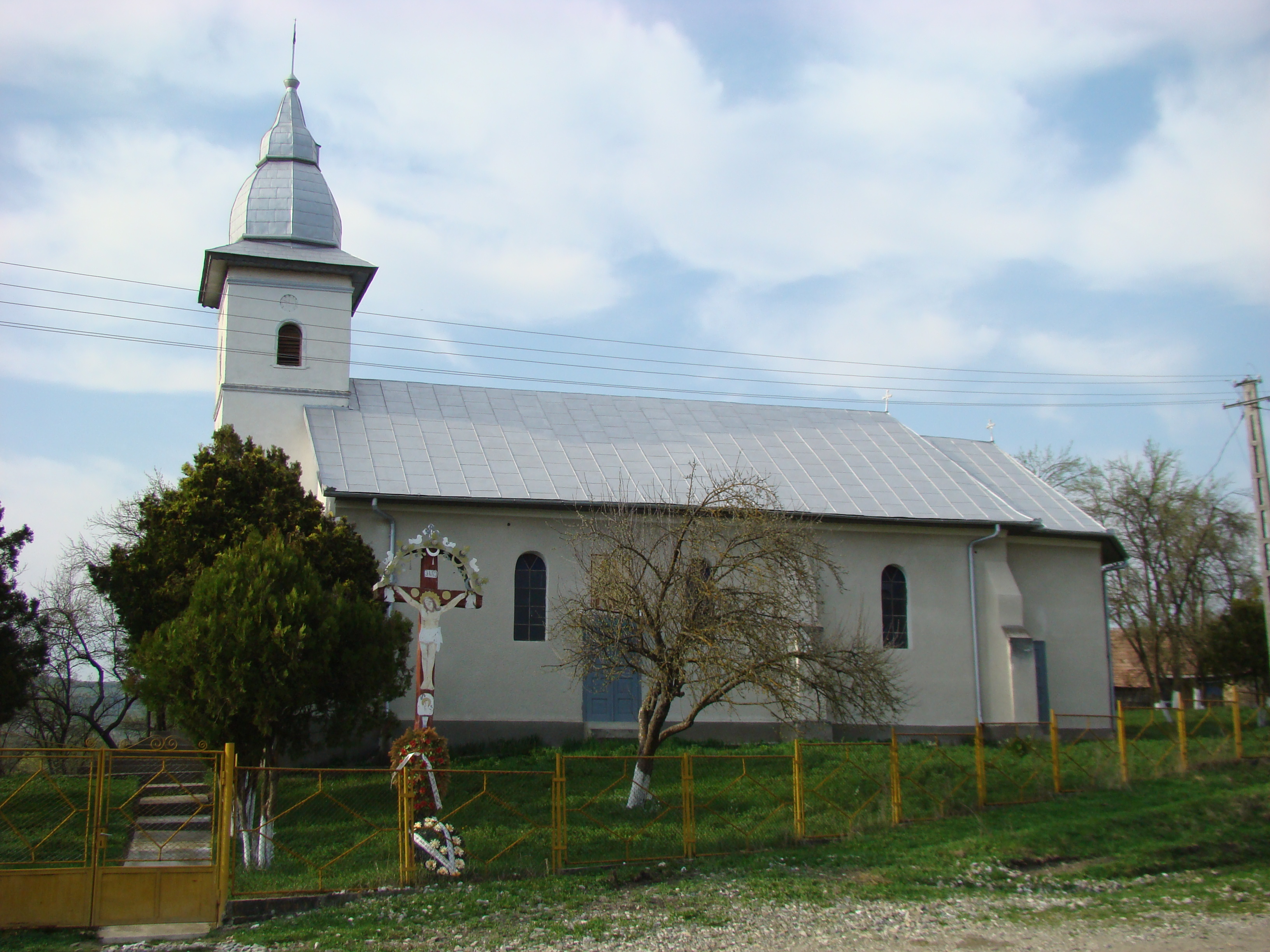
Biserica ortodoxă ((monument istoric), fosta biserică reformată
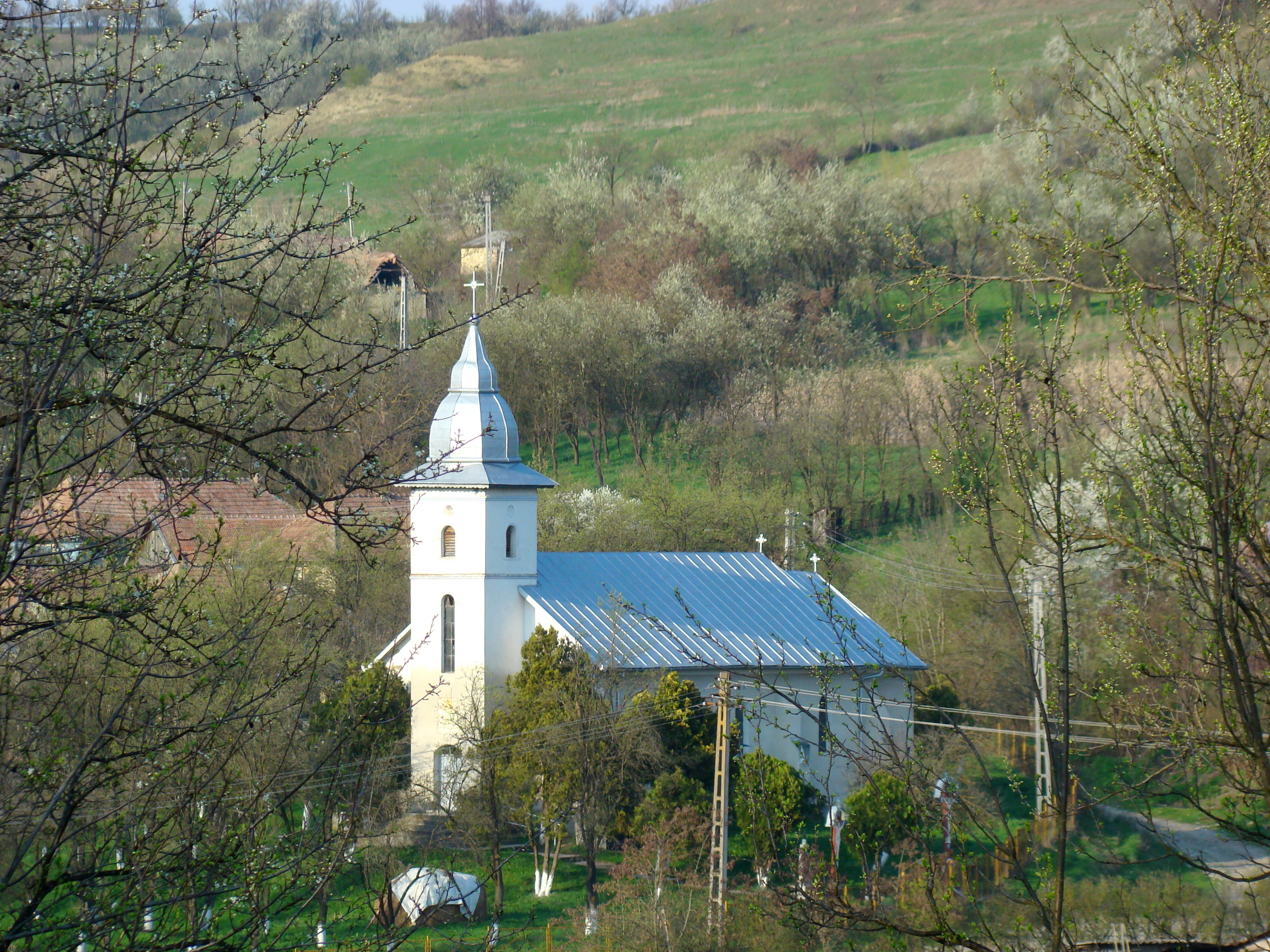
Biserica ortodoxă ((monument istoric), fosta biserică reformată
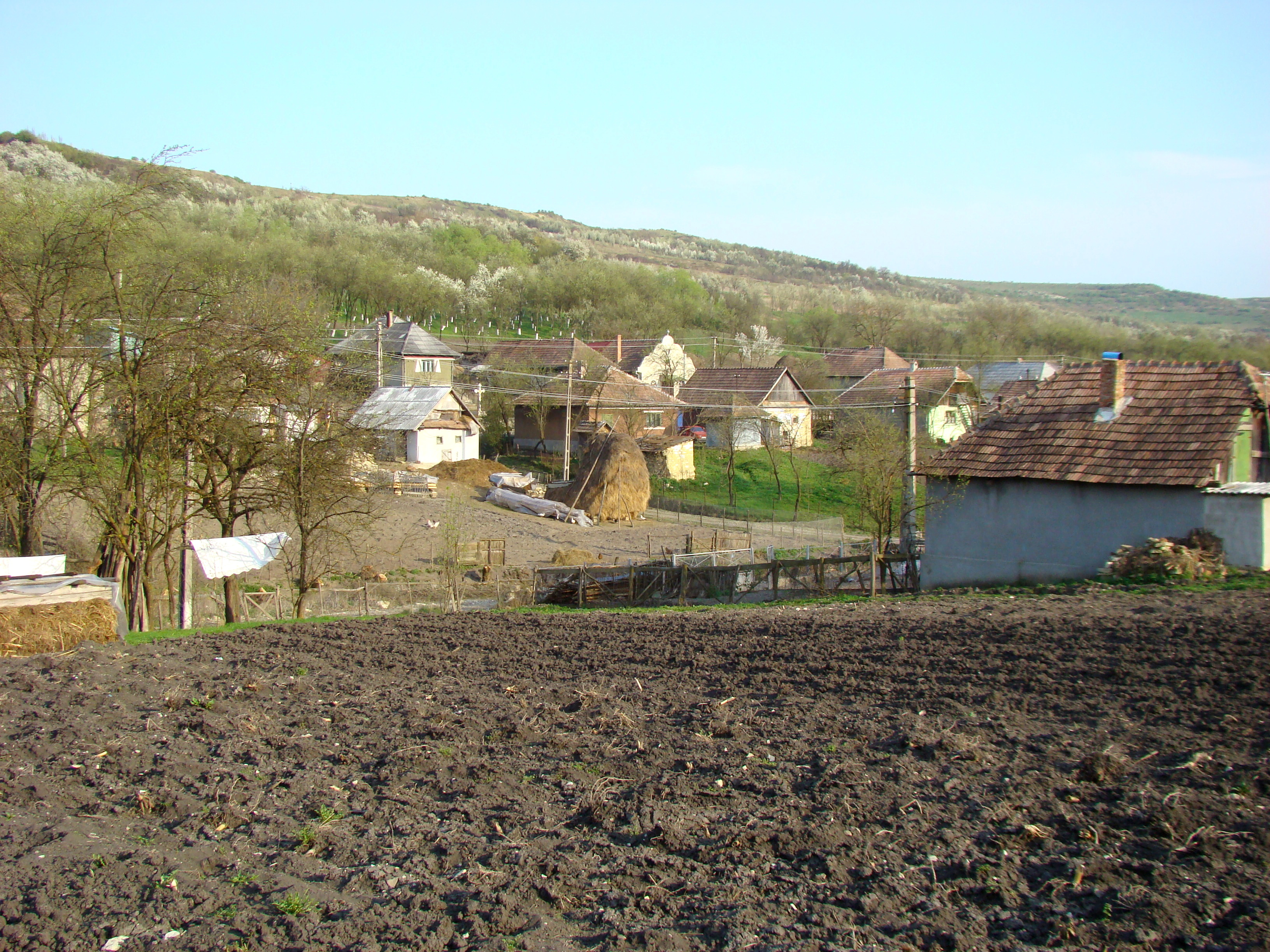